# Поводнево (Тверская область)
Поводнёво — деревня в Сонковском районе Тверской области, входит в состав Григорковского сельского поселения.

## География
Деревня находится на берегу реки Кромница в 12 км на восток от районного центра Сонково.

## История
В 1827 году в селе была построена каменная Воздвиженская церковь с 3 престолами, метрические книги с 1780 года. 
В конце XIX — начале XX века село входило в состав Константиновской волости Кашинского уезда Тверской губернии. В конце XIX века в селе ежегодно в сентябре проводилась Воздвиженская ярмарка. 
С 1929 года деревня являлась центром Поводневского сельсовета Сонковского района Бежецкого округа Московской области, с 1935 года — в составе Калининской области, с 1994 года — в составе Новогорицкого сельского округа, с 2005 года — в составе Григорковского сельского поселения.

## Население
| 1859 | 1889 | 2002 | 2010 |
| ---- | ---- | ---- | ---- |
| 182  | ↗231 | ↘13  | ↘11  |

## Достопримечательности
В деревне расположена действующая Церковь Воздвижения Креста Господня (1827).